# Тунншёэн
Ту́нншёэн или Туншёэн (норв. Tunnsjøen; южносаам. Dåtnejaevrie) — озеро в Норвегии. Относится к левобережной части бассейна среднего течения реки Намсен. Располагается на территории коммун Рёйрвик и Лиерне в фюльке Трёнделаг. Седьмое по величине озеро в стране, площадь — 100,53 км² (по другим данным — 99 км²). Зарегулировано, уровень уреза воды колеблется в пределах от 353 до 358 м над уровнем моря. Наибольшая глубина составляет 222 м и достигается около северо-восточного берега (к востоку от острова Гудфьеллёэн). Объём — 8,68 км³. Крупнейшие острова: Гудфьеллёэн, Лиллефьеллёэн. Площадь водосборного бассейна — 263,8 км² (по другим данным — 388,5 км²).
Остров Гудфьеллёэн, находящийся в центральной части озера, известен как старинное место саамских жертвоприношений.